# Баталья (район)
Баталья (порт. Batalha) — район (фрегезия) в Португалии, входит в округ Лейрия. Является составной частью муниципалитета Баталья. По старому административному делению входил в провинцию Бейра-Литорал. Входит в экономико-статистический субрегион Пиньял-Литорал, который входит в Центральный регион. Население составляет 7522 человека на 2001 год. Занимает площадь 29,84 км².